# 山西省語言文字工作委員會
山西省语言文字工作委员会，簡稱山西省語委，主管山西省的語言文字工作。山西省教育厅语言文字工作处，加挂山西省语言文字工作委员会办公室牌子。

## 领导
2018年，語委辦主任乔建华。